# هدف‌گذاری خرد
هدف‌گذاری خُرد یا میکروتارگتینگ (انگلیسی: microtargeting) به یک استراتژیِ ارتباطی اشاره دارد که اصالتاً از ایالات متحده آمریکا آمده است و عمدتاً در حوزه بازاریابی و به‌ویژه ارتباطات سیاسی به کار می‌رود. رویکرد میکروتارگتینگ بسیار شبیه به رویکرد بازاریابیِ هدف است. در این نوع استراتژیِ بازاریابی، بازاریابان به فکر راه‌های جدیدی هستند که بتوانند بازار هدف خود را از بازار هدف رقبا متمایز سازند. هدف این استراتژی تأثیرگذاری بر تصمیمات مشتریان، مصرف‌کنندگان یا عموم مردم از طریق استفاده بهینه از منابع محدود در روابط عمومی می‌باشد. این روش به‌طور گسترده در دهه اول قرن ۲۱ در کارزارهای سیاسی وارد شد. پس از استفاده موفق از آن در کمپین انتخاباتی ریاست‌جمهوری باراک اوباما در سال ۲۰۰۸، این روش به عنوان تکنیکی کارآمد در تبلیغِ سیاسی در جهان شناخته شد.

## پیشینه
در سال ۲۰۰۸، میشال کوسینسکی و دیوید استیلول (David Stillwell)، که در آن زمان دانشجویان دکترا در مرکز روان‌سنجی دانشگاه کمبریج بودند، یک برنامه کوچک برای فیس‌بوک به نام «MyPersonality" را طراحی کردند. این برنامه با استفاده از مجموعه‌ای کوتاه از سوالات مبتنی بر مدل‌های روان‌سنجیِ مشهور به مدل پنج عامل شخصیتی (روان‌رنجوری، برون‌گرایی، سازگاری، استقبال از تجربه و وظیفه‌شناسی) و همبستگی پاسخ‌ها با دیگر داده‌های شخصی عمومی و «لایک‌ها» در شبکه‌های اجتماعی، قادر به توصیفِ با دقت بالایی از شخصیت هر یک از افراد نظرسنجی‌شده بود. آنها ادعا کردند که با مطالعه لایک‌های شخصیِ افراد در فیس‌بوک، می‌توان ویژگی‌های شخصی و ویژگی‌های حساسی را که ممکن است هرکس نخواهد به اشتراک بگذارد، از جهت‌گیری جنسی و سیاسی گرفته تا سلامت روان، کشف کرد.
آنها در سال ۲۰۱۳ مقالهٔ خود را با عنوان «ویژگی‌ها و صفات خصوصی از روی سوابقِ دیجیتالیِ رفتار انسان، قابل پیش‌بینی هستند» منتشر کردند.
مطالعه بعدی آنها که روی بیش از ۸۰ هزار داوطلب انجام شد، نشان داد که با استفاده از الگوریتم‌های مناسب، سیستمی که تنها ۱۰ «لایک» را تجزیه‌وتحلیل کند، می‌تواند شخصیت یک فرد را دقیق‌تر از همکار او پیش‌بینی کند. این دقت با افزایش تعداد «لایک‌های» تحلیل‌شده، بیشتر شد و حتی دقت آن از دقت نزدیکانِ شخص نیز بالاتر رفت.
در اواخر سال ۲۰۱۶، مجموعه‌ای جدید شامل ارزش‌ها و نیازها به پنج دسته اولیه اضافه شد. مدل توسعه‌یافته توسط آی‌بی‌اِم (IBM) شامل ۴۷ بُعد بود که به‌مراتب در پیش‌بینی ویژگی‌های شخصیتی دقیق‌تر از مدل‌های قبلی عمل می‌کرد.
در سال ۲۰۱۷، کوسینسکی مقاله‌ای را منتشر کرد که نشان می‌داد هوش مصنوعی مدرن می‌تواند گرایش جنسی افراد را بر اساس تصاویر صورت پیش‌بینی کند. این تحقیق بر روی بیش از ۱۳۰٬۰۰۰ عکس انجام گرفت و از سیستم‌های تشخیص چهره و الگوریتم هوش مصنوعی استفاده شد.

## مدیریت داده‌ها
هر ارتباطی از سه عنصر اساسی فرستنده، پیام و گیرنده تشکیل شده است. در ارتباط سیاسی نیز این عناصر عبارتند از فرستنده یا پیام‌دهنده (بازیگران سیاسی، سازمانها و احزاب سیاسی)، پیامِ مورد نظر و واکنش و منظور خواسته شده از سوی پیام دهنده که می‌تواند به‌وسیلهٔ ابزار ارتباطی (رسانه‌ها) انتقال داده شود و پیام‌گیرنده (شهروندان).
امروزه تعداد فزاینده‌ای از فعالیت‌های روزمره شخصی در معرض ثبت در یکی از سیستم‌های ذخیره‌سازی یا مراکز داده‌ها قرار دارند. این داده‌ها شامل تراکنش‌های کارت‌های اعتباری، ایجاد حساب‌های کاربری رایگان در وب‌سایت‌ها، برنامه‌ها، فهرست‌های مخاطبان یا ایمیل‌ها، و اطلاعات جمع‌آوری‌شده از طریق گوشی‌های هوشمند، سامانه موقعیت‌یاب جهانی (GPS) و شرکت در شبکه‌های اجتماعی می‌باشد. این داده‌ها به‌طور عمده با اطلاعات ثابت و شخصی مانند کد ملی، تاریخ و محل تولد، وضعیت تأهل، سوابق پزشکی، سطح تحصیلات و علایق و سرگرمی‌ها ترکیب می‌شوند.
با استفاده از روش‌هایی مانند استخراج داده‌ها، این مجموعه‌ها با استفاده از الگوریتم‌های پیچیده تجزیه‌وتحلیل می‌شوند تا ویژگی‌های شخصیتی و پیش‌بینی‌هایی دربارهٔ رفتار و تصمیمات افراد به دست آید.
مرحله بعدی، طراحی پیام‌های شخصی‌شده است که بر اساس ویژگی‌های فردی هر گیرنده ایجاد می‌شود، به‌گونه‌ای که «هر شهروند پیام مرتبط‌تری دریافت می‌کند».

## اصول بنیادین میکروتارگتینگ
در دوره معاصر، ارتباطات، فعالیتهای مختلف اجتماعی، سیاسی، فرهنگی و اقتصادی را در بر می‌گیرد. در این میان با پیچیده‌تر شدن و گسترش جوامع، اهمیت ارتباطات در بُعد سیاسی نیز روزافزون می‌گردد تا حدی که باید گفت: در شرایط فعلی ارتباطات مایه اصلی زندگی سیاسی است و بدون بهره‌گیری از وسایل ارتباطی و رسانه‌های گروهی نظام‌های سیاسی قادر به نظم بخشیدن در جامعه و شریک ساختن مردم در زندگی سیاسی نیستند. همچنین اعضای جامعه برای ایفای نقش فعال، شرکت در انتخابات و ارتباط متقابل با سیاستمداران به رسانه‌های جمعی نیازمندند.
با استفاده از تحلیل‌های سیستماتیک، علمی و آماری، شهروندان به گروه‌های کانونی (Focus group) یا گروه‌های متمرکزِ مختلفی بر اساس ویژگی‌های جمعیتی، مذهبی، جغرافیایی، سیاسی و دیگر عوامل مانند فرهنگی، اجتماعی، شخصی، روانشناختی تقسیم می‌شود. استراتژیست‌های ارتباطی پیام‌های خود را برای دستیابی به یک هدف ارتباطی مانند «کسب رأی» یا «خرید یک محصول» با توجه به نیازهای خاص هر گروه کانونی تنظیم می‌کنند. روش‌های غیرهمزمان (ضبط شده و …) اطلاعات شرکت‌کنندگان را از طریق ارتباطات آنلاین مانند انجمن‌ها و فهرست‌های ایمیل جمع‌آوری می‌کنند. مزیت اصلی گروه‌های متمرکز آنلاین این است که به افراد مختلف از نظر جغرافیایی اجازه می‌دهند در آن شرکت کنند. در بازاریابی، گروه‌های کانونی به عنوان ابزار مهمی برای کسب بازخورد در مورد محصولات جدید و سایر موضوعات مرتبط با بازاریابی در نظر گرفته می‌شوند. اگر اعضای گروه (رأی‌دهندگان، مشتریان)، نماینده جمعیت بزرگتری باشند، انتظار می‌رود که این واکنش‌ها منعکس کننده دیدگاه جمعیت بزرگتری باشد.
با استفاده از نظرسنجی‌های گسترده از طریق تماس‌های تلفنی، اقدامات آنلاین و بازدیدهای میدانی و آمارهای رسمی، مسئولان قادر هستند محتوای متناسب با خواسته‌ها و ترجیحات هر گروه کانونی را ارائه دهند، مثلاً از طریق شبکه‌های اجتماعی. این نوع ارتباط هدفمند، احتمال دستیابی به هدف ارتباطی را به طرز قابل توجهی افزایش می‌دهد.
علاوه بر این، هدف‌گذاری خرد باعث صرفه‌جویی قابل توجهی در منابع می‌شود، زیرا تنها با گروه‌های کانونی خاص مثلاً رأی‌دهندگان مُرَدَّد یا خریداران بالقوه ارتباط برقرار می‌شود و نیازی به ارتباط با تمام گروه مانند تبلیغات تلویزیونی نیست. به این ترتیب، با همان منابع، می‌توان گروه متمرکزِ اصلی را به دفعات بیشتری مورد خطاب قرار داد، در حالی که ارتباط با کل جمعیت به میزان کمتری صورت می‌گیرد. احزاب سیاسی، انجمن‌ها و شرکت‌هایی که از هدف‌گذاری خرد استفاده می‌کنند، می‌توانند بیشتر و به‌طور عمیق‌تری با گروه‌های متمرکزِ خود ارتباط برقرار کنند و از این طریق نسبت به رقبا پیشی بگیرند.

## نمونه‌ها در انتخابات
در جریان انتخابات ۲۰۰۸ در ایالات متحده، تیم انتخاباتی باراک اوباما، به ویژه مشاورانش دیوید اکسلراد و دیوید پلاف (David Plouffe)، از یک کمپین یکپارچه برای هدف‌گذاری خرد در ایالات خاکستری، یعنی ایالاتی که در هیچ‌کدام از آن‌ها دو حزب اصلی و نامزدهای آنان پشتیبانی قاطع را ندارند، استفاده کردند. کمپین‌های یکپارچه به فعالیت‌های بازاریابی گفته می‌شود که در آن‌ها از کانال‌ها و وسایل ارتباطی مختلف به شیوه‌ای هماهنگ و یکپارچه استفاده می‌شود تا پیامی به گروه هدف منتقل گردد. این روش به آن‌ها کمک کرد تا گروه‌های جدیدی از رأی‌دهندگان را جذب کرده و در نهایت در انتخابات پیروز شوند.
کمپین انتخاباتی اوباما در سال ۲۰۰۸ اولین کمپین ریاست‌جمهوری دموکرات بود که از وجود یک فایل ملی رای‌دهندگان (انگلیسی: National Field) بهره برد. او اولین نامزد ریاست جمهوری از یک حزب بزرگ بود که از سایت‌های شبکه‌های اجتماعی (مانند توییتر، فیس بوک و ردیت) برای گسترش و جلب مخاطبان، حامیان و اهداکنندگان خود استفاده کرد. تمامی سیاست‌های او از طریق این شبکه‌ها به صورت آنلاین در دسترس قرار گرفت و به‌روزرسانی‌ها از طریق ایمیل و پیامک برای مشترکان حزب سیاسی‌اش ارسال می‌شد، که در نهایت او را به هوشمندترین کاندیدای تکنولوژیک تا آن زمان تبدیل کرد و محبوبیت او را در میان رای‌دهندگان جوان افزایش داد.
در انتخابات ریاست‌جمهوری ۲۰۱۲، حزب جمهوری‌خواه در آمریکا روش‌های میکروتارگتینگ دموکرات‌ها را به کار گرفت و خود نیز به استراتژی‌های مشابهی دست زد. همچنین در کمپین انتخاباتی دونالد ترامپ در سال‌های ۲۰۱۵/۲۰۱۶، احتمالاً هدف‌گذاری خرد نقشی ایفا کرده است، هرچند که این نقش به عقیده برخی از ناظران با توجه به رسوایی کمبریج آنالیتیکا آنچنان تعیین‌کننده نبوده است.
در انتخابات پارلمانی آلمان در سال ۲۰۱۷، چندین حزب سیاسی از جمله حزب محافظه‌کارِ دمکرات مسیحی (CDU) و حزب سوسیال دموکرات آلمان (SPD) از طریق پلتفرم‌های دیجیتال، به ویژه فیس‌بوک، پیام‌های سیاسی خود را به گروه‌های هدفِ کوچک‌تر ارسال کردند. بودجه تبلیغات دیجیتال این دو حزب بزرگ به‌طور تخمینی ۲۰ تا ۲۵ میلیون یورو بود.
در زمینه فعالیت‌های آموزشی غیرحزبی، مرکز آموزش سیاسی آلمان (به آلمانی: Bundeszentrale für politische Bildung (bpb)) نیز از رویکرد میکروتارگتینگ استفاده کرد. این مرکز تمرکز فعالیت‌های آموزشی سیاسی خود را در مناطق خاصی که میزان مشارکت در انتخابات ۲۰۱۳ پایین بود، قرار داد. این فعالیت‌ها شامل تبلیغات در بیلبوردها، رویِ زیر لیوانی‌های مقوایی مخصوصِ آبجو، رویِ کارت پُستال‌ها و تبلیغات سینمایی می‌شد و همچنین شامل برنامه‌هایی مانند برگزاری کارگاه‌های آموزشی، ارسال اطلاعات از طریق پست به مناطق هدفمند بود.
راه‌اندازی یک نرم‌افزار مشاوره رأی‌دهی در سال ۲۰۰۲ به نام وال - اُ - مات [(به آلمانی: Wahl-O-Mat) بر وزنِ اوتومات: این نوواژه از سه بخش تشکیل شده: Wahl به معنی رای، O نمادِ دایره‌ای که موقع رأی دادن در آن برای نامزد انتخاباتی ضربدر می‌زنند و Mat پسوندی که از آن در اوتومات به معنی دستگاه خودکار استفاده می‌شود] یکی دیگر از فعالیت‌های این مرکز به‌شمار می‌رود. وال - اُ - مات این امکان را به شهروندان می‌دهد که پیش از انتخابات نظر خود را با نظرات احزاب شرکت‌کننده در انتخابات مقایسه کنند.

## نتیجه‌گیری و انتقادات
هدف‌گذاری خرد به عنوان یک استراتژی ارتباطی مدرن، با توجه به دقت بالا در هدف‌گذاری و استفاده از داده‌های بزرگ، توانسته است به‌طور قابل توجهی در عرصه‌های مختلف ارتباطات سیاسی و بازاریابی تأثیرگذار باشد. این استراتژی به شرکت‌ها، سازمان‌ها و احزاب این امکان را می‌دهد که با حداقل منابع، بیشترین تأثیر را در جذب مخاطبان خاص خود بگذارند. در عین حال، استفاده از آن با چالش‌ها و انتقادات زیادی همراه است که نیازمند بررسی دقیق و منظم است.
فیلسوف بریتانیایی ای. سی. گریلینگ در مورد خطرات ناشی از استفاده از ابزارهای قدرتمند که مرتبط با مدیریت کلان‌داده‌ها (Macrodata) و هدف‌گذاری خرد است، هشدار داد. وی در رابطه با همه‌پرسی انگلیس و انتخابات ریاست جمهوری آمریکا در سال‌های ۲۰۱۵/۲۰۱۶ خاطرنشان کرد: «آنچه منجر به این بحران شد، استفاده از تکنیک‌های بسیار قدرتمند در اینترنت، تکنیک‌های تجزیه و تحلیل کلان‌داده‌ها (جمع‌آوری و تجزیه و تحلیل حجم زیادی از داده‌ها) بود که استدلال‌های تبلیغات سیاسی را تقویت کرد و به نوعی سلاح تبدیل شد. دستکاری‌های زیادی وجود دارد، هزینه‌های پنهان زیادی وجود دارد، پیام‌های زیادی وجود دارد که افکار عمومی را به گونه ای تحت تأثیر قرار می‌دهد که افکار عمومی نمی‌تواند آنها را درک کند.»
اجرای موفق میکروتارگتینگ نیازمند صرف وقت و تلاش سازمانی زیادی است. علاوه بر این، هنوز مشخص نیست که آیا می‌توان تجربیات حاصل از ایالات متحده را به‌طور مستقیم به اروپا [و کشورهای دیگر] منتقل کرد یا خیر.

## کتاب‌نامه
- سواد رسانه‌ای: کلیدهایی برای تفسیر پیام‌های رسانه‌ای - آرت سیلوربلات - ترجمهٔ گودرز می‌رانی - انتشارات پژوهشگاه فرهنگ، هنر  و ارتباطات (۱۴۰۳)
- انتخابات و تکنیک‌های تبلیغات سیاسی - نوشته سیدرضا نقیب‌السادات - انتشارات پژوهشگاه فرهنگ، هنر و ارتباطات با همکاری انتشارات ایران (۱۴۰۳)
- رسانه‌های جدید و تغییر الگوی تبلیغات سیاسی - احسان منصوری - نشر هاوار (۱۴۰۳)
- رسانه‌های نوین در بستر علوم ارتباطات - زهرا نژادبهرام، صدیقه ببران - انتشارات جهان سیاست (۱۴۰۳)
- سواد رسانه‌ای مخاطبان در مقابله با اخبار جعلی - لیلا نیرومند، مهدی افهمی - انتشارات سنجش و دانش (۱۴۰۳)
- روابط خیلی عمومی - حسین کلهر - انتشارات آریانا قلم (۱۴۰۲)
- بازاریابی پرمحتوا: چگونه داستان متفاوتی روایت کنید، صدایتان را در ازدحام تبلیغات به گوش مخاطب برسانید… - جو پولیستی - ترجمهٔ سجاد بهجتی - انتشارات آریانا قلم (۱۴۰۰)
- رسانه و سیاست در دنیای در حال جهانی شدن - الکسا رابرتسون - ترجمهٔ محسن گودرزی - انتشارات پژوهشگاه فرهنگ، هنر و ارتباطات (۱۳۹۸)
- رسانه‌های جدید و آیندهٔ دیپلماسی - فیلیپ سیب - ترجمهٔ مسعود میرزایی - نشر آگاه (۱۳۹۶)
- John Cheney-Lippold: We are data: algorithms and the making of our digital selves. New York: New York University press, 2017
- David Plouffe: The audacity to win. The inside story and lessons of Barack Obama’s historic victory. New York: Viking, 2009
- Rahaf Harfoush: Yes We Did! An inside look at how social media built the Obama brand. New Riders, 2009